# Константин Евтимов
Константин Евтимов е български виолончелист, концертмайстор на Симфоничния оркестър на БНР и част от трио „Арденца“.

## Биография
Константин Евтимов е роден в Русе. Завършва Колеж по изкуствата в града и Националната музикална академия – София при проф. Венцеслав Николов и проф. Богомил Караконов.
През 1996 г. участва като соло челист в световното турне на „Филхармония на нациите“, Германия, под диригентството на Юстус Франц. Следва шестмесечна специализация при проф. Мария Клийгел в Есен, Германия. В същата година заминава в Берн за участие в майсторски клас при проф. Конрадин Бродбек. Получава с отличие концертна и солистична диплома за висше образование във висшето училище за музика и театър – Берн в класа по виолончело на проф. Конрадин Бротбек. 
Посещава майсторските класове на Арто Норас, Робърт Коен, Йънг Чанг Чо, Марти Роузи и др. През 1998, все още студент, Евтимов започва да свири в симфоничния оркестър на Лозана. Два месеца по-късно е назначен за концертмайстор на същия оркестър. По същото време се запознава с Пиер Амоял, който го кани за концертмайстор на камерния оркестър на Лозана. 
Концертира на фестивалите: „Пабло Казалс“ – Прад, Франция; „Чело фестивал Кромберг“, Германия; „Моцартеум Залцбург“ – Залцбург, Австрия, „Летен музикален фестивал“ – Дъблин, Ирландия; „Музикални дни – Грац“ – Грац, Австрия; „Музикален фестивал Токио“ – Токио, Япония; „Музикален фестивал Хирошима“ – Хирошима, Япония; „Мартенски музикални дни“ – Русе, „Софийско лято“, „Скопско лето“ и др.
Свирил е като солист с Лондонска филхармония, Бернска филхармония , Симфоничен оркестър – Грац, Синфониета – Лозана, Камерата – Лозана, Симфоничен оркестър Бил, Софийска филхармония и Русенска филхармония. Изнася рецитали в Монпелие, Лондон, Манчестър, Дъблин, Токио, Хирошима, Пекин, Шанхай, Берн, Цюрих, Женева, Лозана, Грац, Хамбург, Прад, Русе, София, Солун, Нови Сад, Скопие и др.
Константин Евтимов е свирил в камерни формации с Мстислав Ростропович, Шломо Минц, Юрий Башмет, Пиер Амоял, Йорг Демус и др.
Правил е записи за ARD, ZDF, радио Espace 2 CH, радио TSR – 1 CH, Radio Camerata — Tokio, БНР, Българската и Аржентинската телевизия.
В продължение на 7 години е концертмайстор на Камерата – Лозана. От 1998 до 2008 г. е концертмайстор на Синфониета – Лозана.
През 2008 решава да се прибере окончателно в България. Напуска Синфониета и започва концертна дейност в България. През януари 2009 е поканен да свири на откриването на фестивала „Камерна сцена София“, посветен на 130-ата годишнина от обявяването на град София за столица на България. . През януари 2010 г. е поканен да свири заедно с Теодосий Спасов на концерт по случай 75-годишнината на БНР, проведен в Народен театър „Иван Вазов“.

От 2009 г. е концертмайстор на Симфоничния оркестър на БНР. От 2014 г. участва в „Трио Арденца“ заедно с Даниела Дикова, пиано, и концертмайсторката на Симфоничния оркестър на БНР Галина Койчева-Мирчева. „Те са превъзходни инструменталисти, но силно впечатление прави тяхното камерно изкуство, което разчита на тънкия слух и на способността за колориране на музикалния текст. Знаят как да откроят през звука всеки автор.“ 